# Zemětřesení v L'Aquile 2009

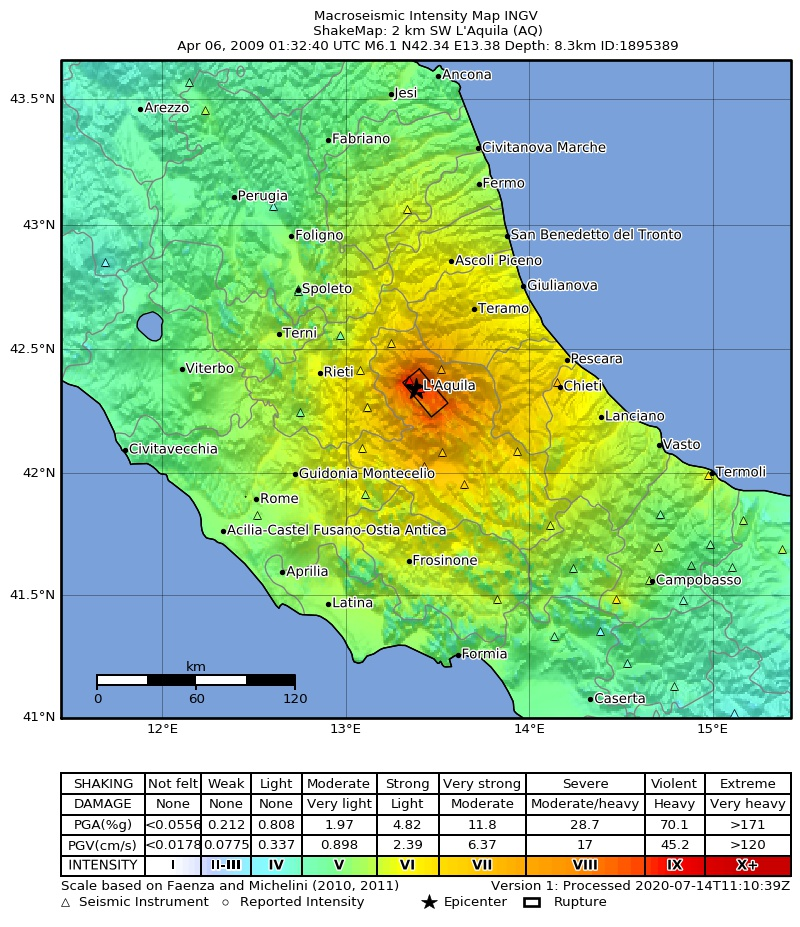
Intenzita zemětřesení zachycená na mapě

Jako zemětřesení v L'Aquile je označováno zemětřesení, které 6. dubna 2009 ve 3:32 SELČ zasáhlo italskou oblast Abruzzo, zejména historické město L'Aquila. Mělo okamžitou sílu 6,3 stupně Richterovy stupnice s epicentrem ve vesnici Paganica.
Zemřelo při něm 308 lidí několika národností a více než 1000 lidí bylo zraněno.
Otřesy v L'Aquile z dubna 2009 se zařadily mezi nejtragičtější zemětřesení v Itálii za poslední desítky let (v roce 1980 zabilo zemětřesení v Irpinii 2914 lidí).
Kromě hlavního zemětřesení statiku některých staveb zhoršily i následné otřesy, které se odehrály v několika dalších dnech. Situace zmobilizovala italskou politickou scénu i civilní obranu; nedlouho po otřesech bylo vybudováno stanové město pro ty, kteří přišli o střechu nad hlavou.

## Následky

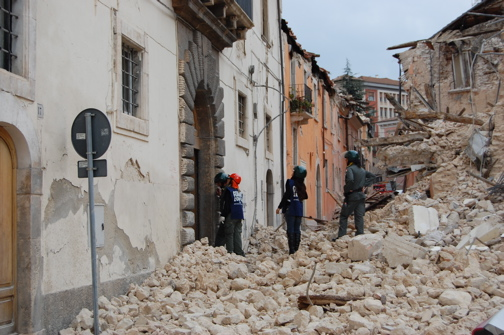
Ulice v L'Aquile po otřesech

### Oběti
Údaje o obětech se rozchází, někde se uvádí až 298 obětí (při zemětřesení či na jeho následky zemřelo 278 občanů Itálie, 6 občanů Republiky Makedonie,
5 občanů Rumunska,
2 Češi (studenti (chlapec a dívka) z Pardubic),
2 Palestinci, a dále po jedné oběti z Argentiny,,
Francie,
Řecka,
Izraele,
a z Ukrajiny.
10. dubna 2009 (na Velký pátek) se konal státní pohřeb 205 obětí, vedený kardinálem Tarcisiem Bertonem. Zúčastnilo se ho mnoho lidí, mj. i prezident Giorgio Napolitano a Silvio Berlusconi.
Postiženou oblast navštívil i papež Benedikt XVI., a to 28. dubna.

### Hmotné škody
Otřesy poškodily až 15 000 budov, mnohé z nich mají přitom značnou historickou hodnotu. Až 60 000 lidí přišlo o své domovy. Velké škody vznikly i v řadě sídel v okolí L'Aquily (Villa Sant'Angelo, San Pio delle Camere, Paganica a řada dalších).